# Абазі Альмеда
Абазі Альмеда (нар. 13 лютого 1992, м. Тиран, Албанія) — албанська та турецька модель і акторка.

## Життєпис
Альмеда Абазі Сайсман народилася 13 лютого 1992 в столиці Албанії Тирані. Батьки — Мухаммет і Альбана Абазі. Є брат і сестра — Аріс та Ільда.
Росла і виросла Альмеда в Албанії, а вчитися приїхала в Стамбул. Навчаючись на третьому курсі коледжу Тархан (İstanbul Özel Tarhan Koleji), почала брати уроки акторської майстерності. Навчалася в стамбульській академії мистецтв (İstanbul Aydın Üniversitesi Bil Sanat Akademisi). Брала уроки акторської майстерності у Тюркан Килич. Навчається в державній консерваторії Сакарья (Sakarya Üniversitesi Devlet Konservatuarı).
Веде свій акаунт в Instagram.
У 2015 році почала зустрічатися з турецьким актором Толгаханом Сайсманом. 14 лютого 2017 року в Лос-Анджелі в колі близьких і рідних Толгахан і Альмеда узаконили свої стосунки. Весільна церемонія відбулася на даху готелю Беверлі-Хіллз.
5 травня 2019 року народила сина Ефехана. За словами чоловіка пологи були складними.

## Кар'єра
З підліткового віку почала займатися модельним бізнесом. У 2007 в 15 років брала участь в конкурсі краси і здобула титул «Міс Тирана», в 2008 році стала «Міс Албанія», і в тому ж році завоювала титул «Miss Globe International».
Першою роллю стала участь в молодіжному фільмі жахів «Особняк» в 2009 році. Потім знялася у фільмі «Наше шоу». Також в 2013 році увійшла в такий успішний проєкт, як «Величне століття». Альмеда зіграла роль Назенін-хатун, служниці Нурбану Султан.
Брала участь у багатьох турецьких телепередачах, де майже постійно танцювала. Побачивши її здібності, Аджун Іліджалі запросив Альмед у танцювальне шоу «Yok Böyle Dans».
У 2012 році брала участь в реаліті-шоу «Survivor / Останній герой». У 2014 році почала вести телепередачу на турецькому ТБ «Гроші у мене / Para Bende»
І після вступу в шлюб продовжує брати участь в різних фотосесіях, зніматися в рекламі. Стала ведучою танцювальної передачі на албанському ТВ.

## Фільмографія

### Серіли
1. Величне століття / Muhteşem Yüzyıl — Назенін-хатун (2013)

### Фільми
- Особняк / Konak (2009)
- Наше шоу / Şov Bizınıs (2011)
- У мене є історія / Bir hikayem var (2013)

### Телевізійні шоу
- Танцювальне шоу «Yok Böyle Dans» (2010)
- Реаліті-шоу «Survivor» (2012)
- Телепередача «Para Bende» (2014)

## Нагороди
- «Міс Тиран» (2007)
- «Міс Албанія» (2008)
- «Miss Globe International» (2008)